# Marta Segú
Pour les articles homonymes, voir Segú.
Marta Segú Rueda née le 22 juin 1995, est une joueuse de hockey sur gazon espagnole.

## Carrière
Elle a fait ses débuts en 2015 lors d'un match amical face à l'Allemagne.

## Palmarès
- : 3e à l'Euro 2019.